# ウォーリック大学

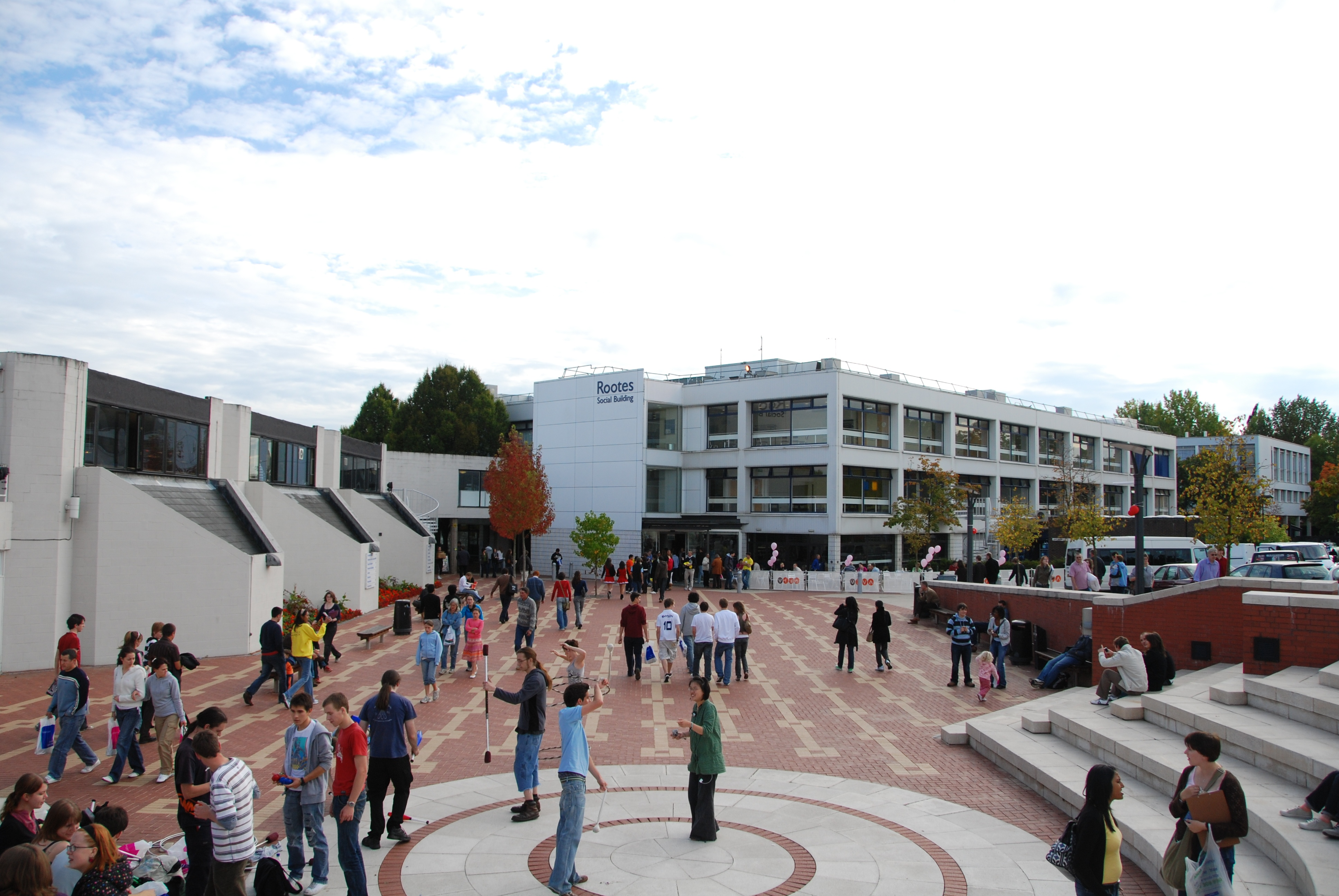
Piazza & Rootes Social Building

ウォーリック大学（英語: University of Warwick, UoW, UoWick）は、英国, イングランドのウェスト・ミッドランズ州コヴェントリー市にある国立総合大学である。1965年に設立された新設大学でありながら、世界大学ランキングでは世界トップ100に入る名門校である。イギリス版アイビー・リーグとも呼ばれる研究型大学連合、ラッセル・グループの加盟校である。

## 概要
歴史の浅さ(若さ)故、世界ランキング等では順位が実績に比例せず伸び悩んでいるが、QS世界大学ランキングでは世界69位。タイムズ・ハイヤー・エデュケーションでは世界78位と世界トップ100位に入る名門校である。卒業後5年間で、同校の卒業生は、11以上の科目で、英国の高収入トップ10にランクインしている。教育面において、伝統的な手法に加えてより実用的なスキルを学生に身に着けることを優先させている事も上記のような実績に起因している。
ウォーリック大学は400を超える企業との産学連携など、数々の先進的な施策に積極的に取り組んで卓越した成果を上げており、英国首相在任中のトニー・ブレアも「そのダイナミズム・質・企業家精神によって、イギリスの大学を先導している」と評した。
また、ビル・ゲイツは、2017年4月にスイス・ジュネーブで開催された Neglected Tropical Diseases Summit (NTD Summit) (顧みられない熱帯病サミット) において「英国のウォーリック大学のような世界有数の研究機関は、世界の最貧層の人々を顧みられない熱帯病から守り、より健康的で豊かな生活を送ることに大きな役割を果たしている」と称賛した。

## 沿革
- 第二次世界大戦中、コヴェントリーに大学を設置する構想が持ち上がる
- 1960年：大学設置委員会が設立される
- 1961年：イギリス政府から大学設置許可を得る
- 1964年：最初の学生を大学院に受け入れる
- 1965年：英国王室から学位授与権に関する勅許状（Royal Charter）を与えられる
- 1965年：450人の新入生を学部過程に受け入れる
- 1967年：ウォーリック・ビジネス・スクールを開校
- 1967年：イタリア共和国のヴェネチアに美術史学科の拠点を設ける
- 1967年：最初の学位授与式がCoventry Cathedral（コヴェントリー大聖堂）で開かれる
- 1970年：エリザベス2世英国女王が来校
- 1974年：学生自治会ビルを建設
- 1974年：Warwick Arts Centreを設立
- 1979年：Coventry College of Educationと合併
- 1980年：ウォーリック・マニュファクチュアリング・グループを設立
- 1981年：香港にオフィスを設置
- 1984年：Warwick Science Parkの開設式をサッチャー英国首相が行う
- 1994年：1994グループの立ち上げに参加
- 2000年：Warwick Medical Schoolを設立
- 2000年：ビル・クリントンが米国大統領としての最後の外遊でヒラリー大統領夫人を伴い来校[8]
- 2003年：National Grid社の本社社屋を購入し、大学の管理部門を入居させる
- 2003年：Warwick Japan Society設立
- 2004年：英国労働党と主要労働組合との協定"Warwick Agreement"の舞台となる
- 2004年：シンガポール共和国にキャンパスを設置する構想が出るが、断念[9]
- 2004年：ロンドンとバーミンガムにオフィスを設置
- 2008年：1994グループを離脱し、ラッセル・グループに加盟
- 2010年：学生自治会ビルの大改装が完了
- 2014年：ウォーリック・ビジネス・スクール・ザ・シャード・キャンパスをロンドンに開校

## キャンパス

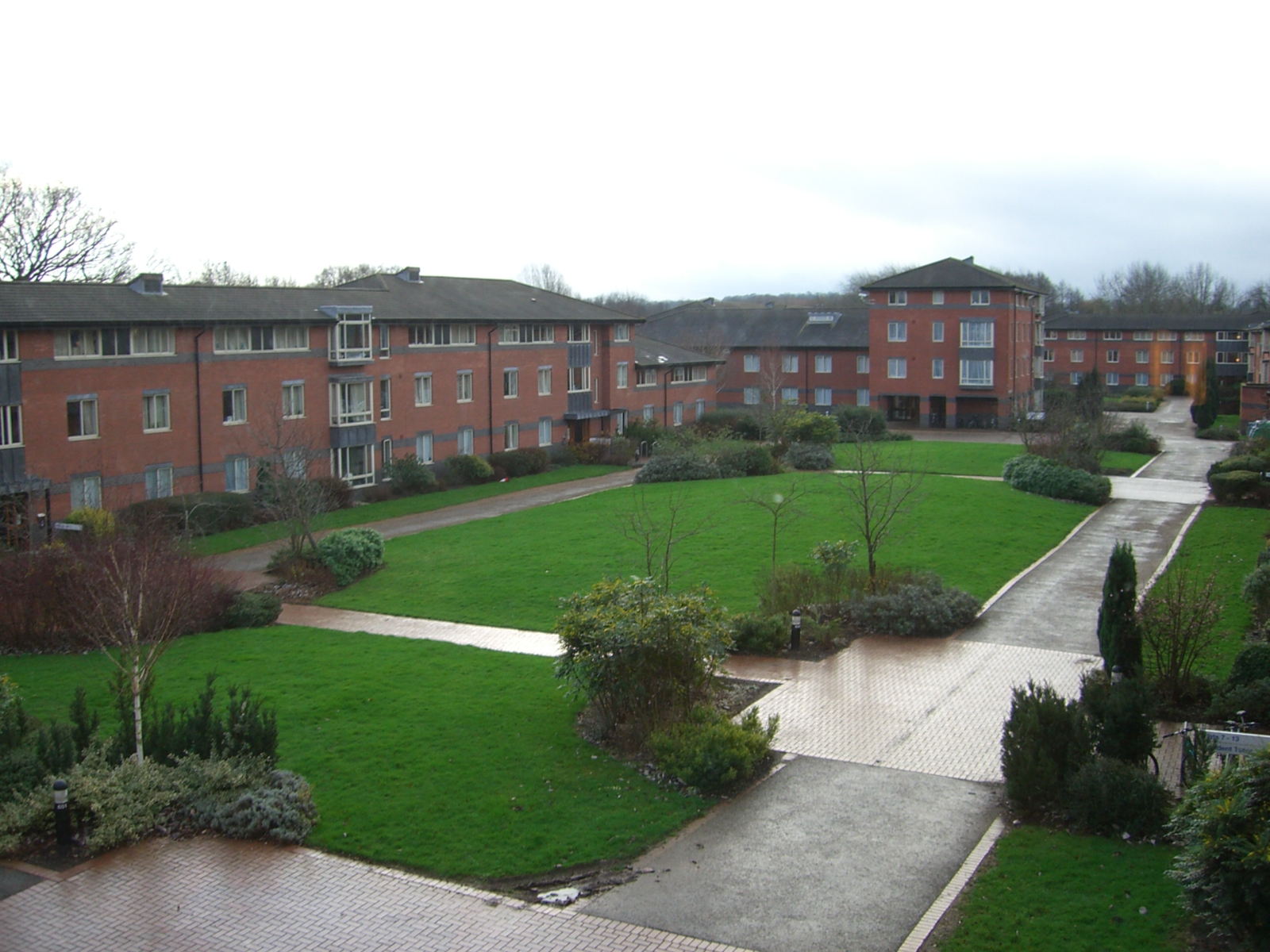
Claycroft学生寮

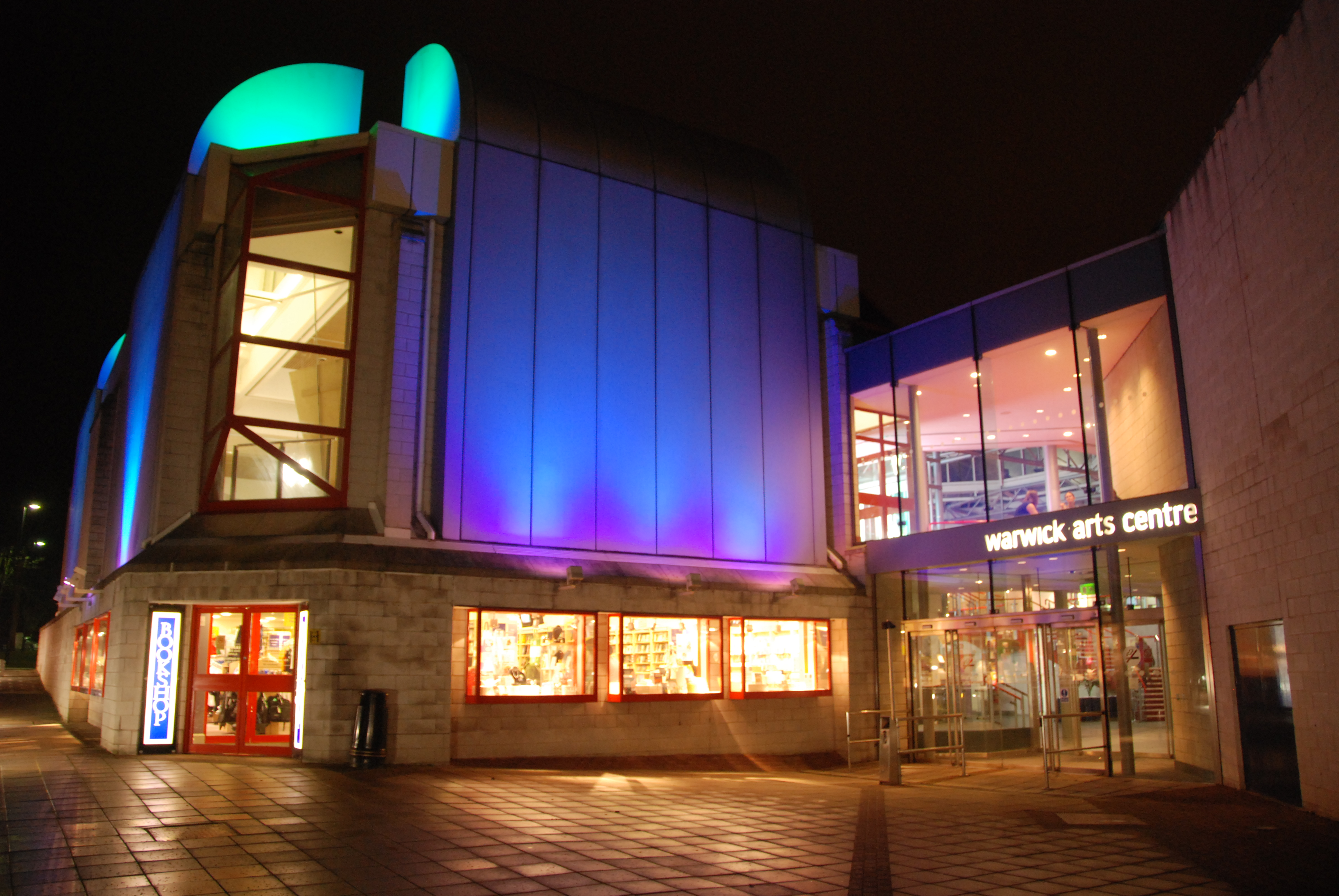
Warwick Arts Centre

コヴェントリー市街地から南西に約5.5km、ウォーリックシャー州との州境に 2.8 km2 の広大な敷地と3つのキャンパスがある（実は、校名の由来となっているウォーリック (Warwick)の街はキャンパスから南西に13kmほども離れている。）
- メイン・キャンパス
- ギベットヒル・キャンパス（Gibbet Hill Campus）：生物学部、医学部
- ウェストウッド・キャンパス（Westwood Campus）：教育学部、学生寮、スポーツ施設

この3つのキャンパスは近接しており、徒歩で移動できる。なお、ロンドンのユーストン駅からコヴェントリー市市街地まで列車で約1時間。コヴェントリー市市街地からウォーリック大学まではバスで約30分である。
ウォーリック大学のキャンパス内には13もの学生寮（詳細はUniversity of Warwick Halls of Residence）があり、約5800部屋を主に学部1年生と大学院1年生向けに提供している。2010年度の賃料は一週間あたり£74から￡125である。キャンパスには生活に必要な施設が一通り揃っている。ウォーリック大学のキャンパスには複数のレストランやパブ、スーパーマーケット"Rootes Grocery Store"、3つの銀行（ナショナル・ウエストミンスター銀行、バークレイズ銀行、サンタンデール銀行）、郵便局、美容院、ジム、プール、病院、旅行会社"STA Travel"等があり、またCannon Parkショッピング・センターもキャンパスから徒歩圏内である 。
メイン・キャンパスの中央には「ウォーリック芸術センター」(Warwick Arts Centre) がある。この施設は首都ロンドン以外では英国最大級の規模を誇る文化施設で、1500人規模のコンサートホール、550席の劇場、220席の映画館、アート・ギャラリー、書店、カフェ、レストランなどがある。

## 評価

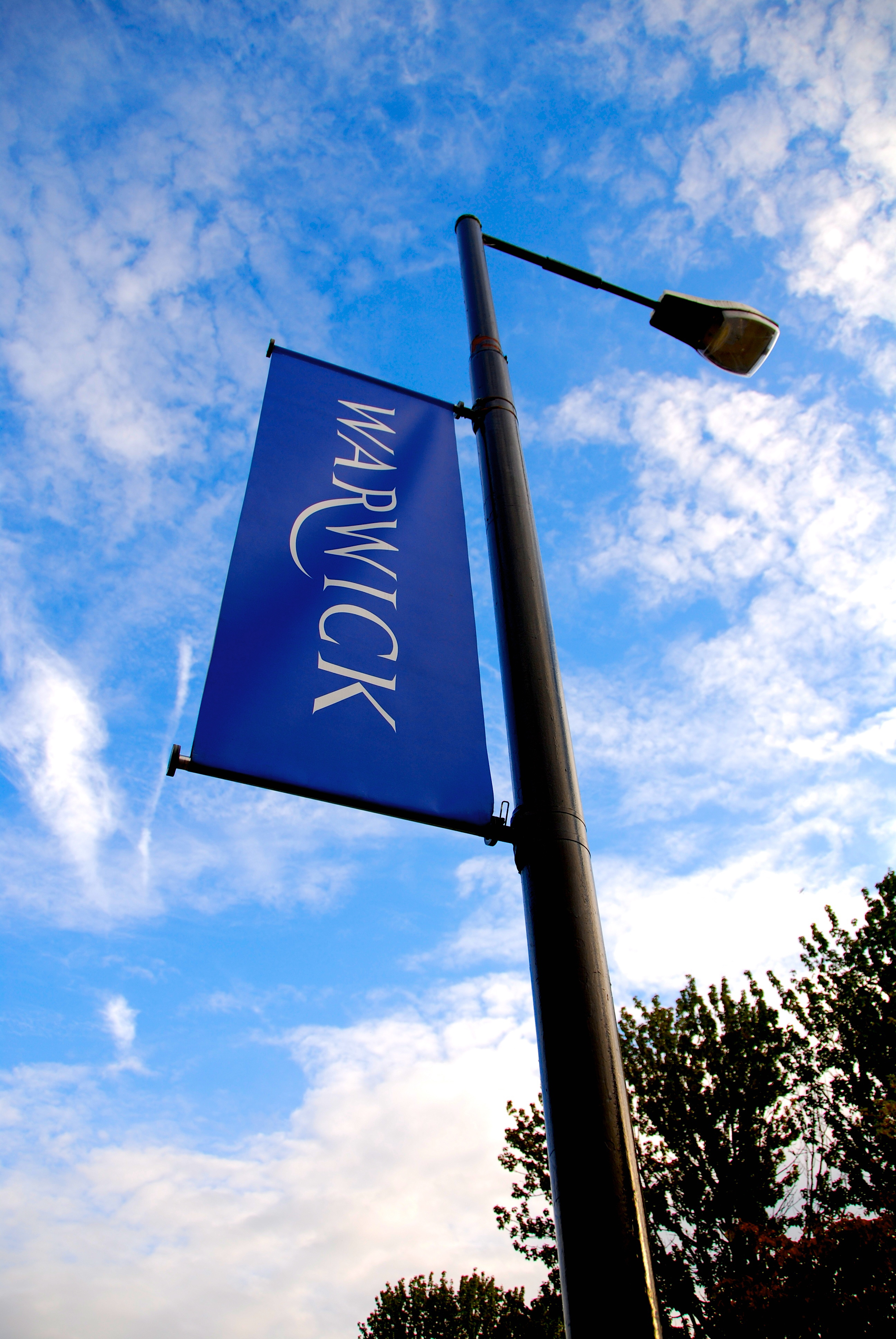
Warwick banner on University Road

### Research Assessment Exercise (RAE)
Research Assessment Exercise (RAE)は、数年に一度、イギリス政府が学術機関に対して行う研究成果の公的な調査および査定である。イギリスの学術機関で行われている研究を67分野に分け、各分野の専門家がお互いの研究成果を査定する。イギリス政府はその結果に基づいて国内の学術機関への資金配分を決める。RAEはこれまで1992年、1996年、2001年、2008年の4回実施されている。
最新のRAE（2008年版）によると、総合ランキングでウォーリック大学は第7位であった。評価方法が変更されているので正確な比較はできないが、この結果は前回2001年の調査の5位から悪化している。またRAE（2008年版）によるとウォーリック大学の研究の約21%が世界トップレベルと査定された。これはイギリスの大学で11番目に高い比率である。
最新のRAEの結果を分野別に見ると、ウォーリック大学がエントリーした29分野のうち、特に評価が高かったのは映画学と園芸学でそれぞれ全英1位であった。また歴史学、純粋数学、フランス学の各分野でも2位だった。（ウォーリック大学のRAE2008全結果はこちら  をご覧ください。）

### 代表的な大学評価機関による評価（世界ランキング）
|                              | 2022 | 2021 | 2020 |
| ---------------------------- | ---- | ---- | ---- |
| QS Universities Ranking      | 61   | 62   | 62   |
| The World University Ranking | 78   | 77   | 77   |

### 新聞社による評価（イギリス国内ランキング）
イギリスでは新聞各紙が独自の視点に基づいた大学ランキング（総合ランキングは下記の表を参照）を発表している。Sunday Times紙は1997年から2007年までの10年間の総合ランキングでウォーリック大学を第7位にしている。
|              | 2011 | 2010 | 2009 | 2008 | 2007 | 2006 | 2005 | 2004 | 2003 | 2002 |
| ------------ | ---- | ---- | ---- | ---- | ---- | ---- | ---- | ---- | ---- | ---- |
| Times        | 8th  | 6th  | 6th  | 7th  | 8th  | 8th  | 5th  | 8th  | 6th  | 6th  |
| Guardian     | 3rd  | 4th  | 4th  | 8th  | 8th  | 8th  | 9th  | 9th  | 9th  | 5th  |
| Sunday Times | 8th  | 6th  | 7th  | 7th  | 7th  | 6th  | 6th  | 7th  | 8th  | 5th  |
| Independent  | 7th  | 6th  | 5th  | 8th  |      |      |      |      |      |      |

### World University Rankings
上記新聞社による評価は英国内の大学を比較したものであるが、近年、異なる国の大学を比較評価しようとする試みが始まった。ここでは代表的な下記3つのランキングにおけるウォーリック大学の評価を紹介する。
- QS World University Rankings (QSWUR)：2010年からQuacquarelli Symonds社が発表
- Academic Ranking of World Universities (ARWU)：2003年から上海交通大学が毎年発表
- Times Higher Education World University Rankings (THEWUR)：2010年からタイムズ・ハイアー・エデュケーションとトムソン・ロイター社が共同発表

|        | 2015 | 2014    | 2013    | 2012    | 2011    |
| ------ | ---- | ------- | ------- | ------- | ------- |
| QSWUR  | 48th | 61st    | 64th    | 58th    | 50th    |
| ARWU   | -    | 151-200 | 151-200 | 151-200 | 151-200 |
| THEWUR | 103  | 141     | 124     | 157     | -       |

分野別のランキングでは2014年ARWU-SUBJECTで数学は世界32位に、経済学/商学は33位と評価され、2014年QSWUR Faculty Areas ランキングにおいてはSocial Sciences and Managementで世界34位に、THEWUR Subject Ranking 2014-15: Social Sciencesでは世界47位にランクインした。また、QSWUR の名声ランキングでは学術面が66位、雇用者側からの評価が15位となっている。
また、タイムズ・ハイアー・エデュケーション誌はウォーリック大学を設立50年以内の大学で世界で3番目に速く成長してきた大学と分析しているが、イギリス国内での評価に比べるとウォーリック大学に対する国際的な評価は芳しくない。この理由について、ウォーリック大学は「大学の歴史が浅いことが影響している」「国際的な評価を高めるために次世代のノーベル賞受賞者を育成する」とコメントしている。

## 組織
ウォーリック大学は主に以下の学部・学科で構成されている。
| Arts - Classics and Ancient History - Comparative American Studies - English and Comparative Literary Studies - Film and Television Studies - French Studies - German Studies - History - History of Art - Italian - Theatre Studies | Social Sciences - Applied Linguistics - Economics - Education - Health and Social Studies - Law - Philosophy - Politics and International Studies - Sociology - Warwick Business School - Women and Gender | Science - Chemistry - Computer Science - Engineering - Life Sciences - Mathematics - Physics - Psychology - Statistics - Warwick Manufacturing Group | Medicine - Warwick Medical School |

## スポーツ・サークル・伝統

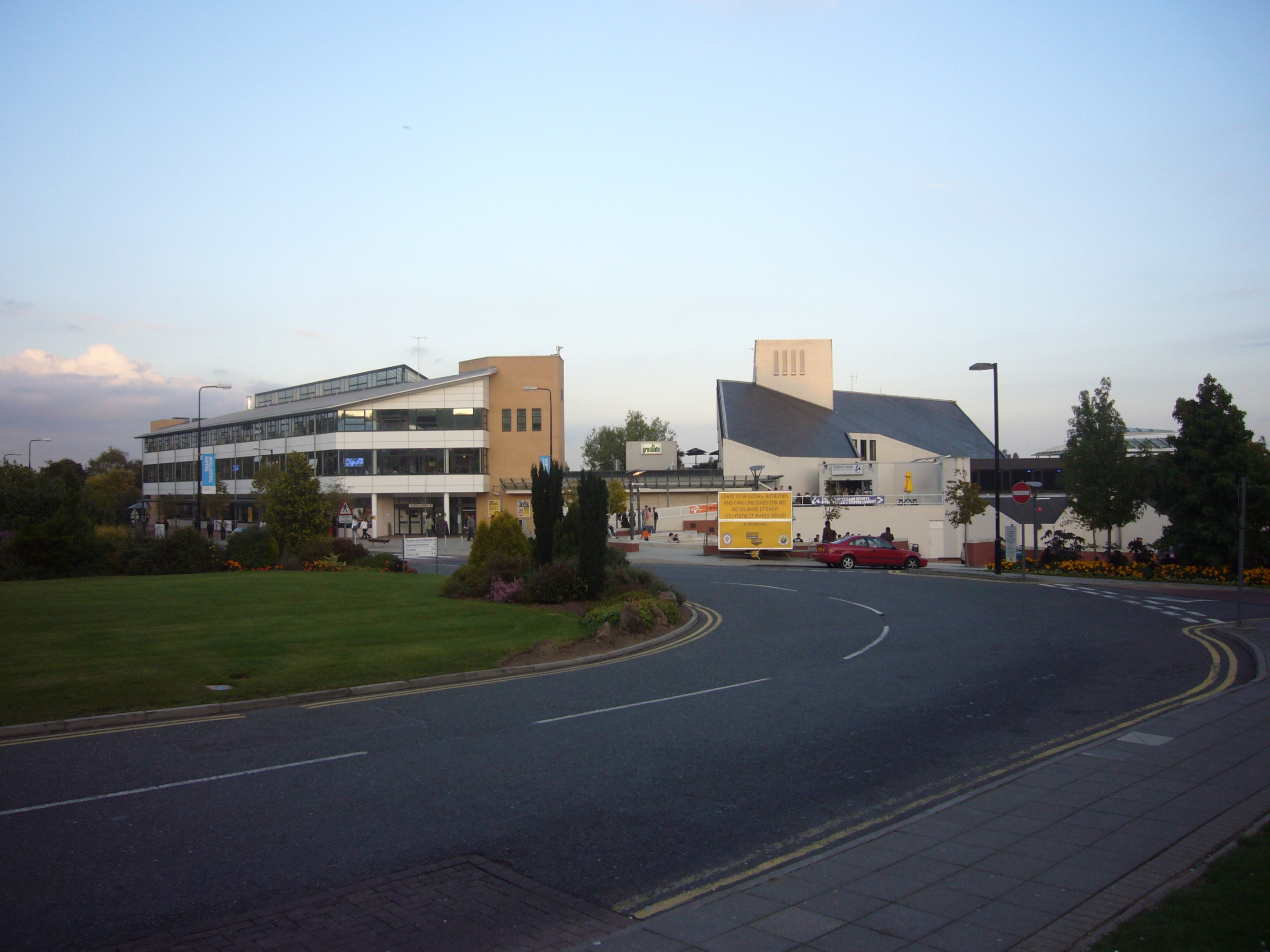
The students' union building – SU North and South

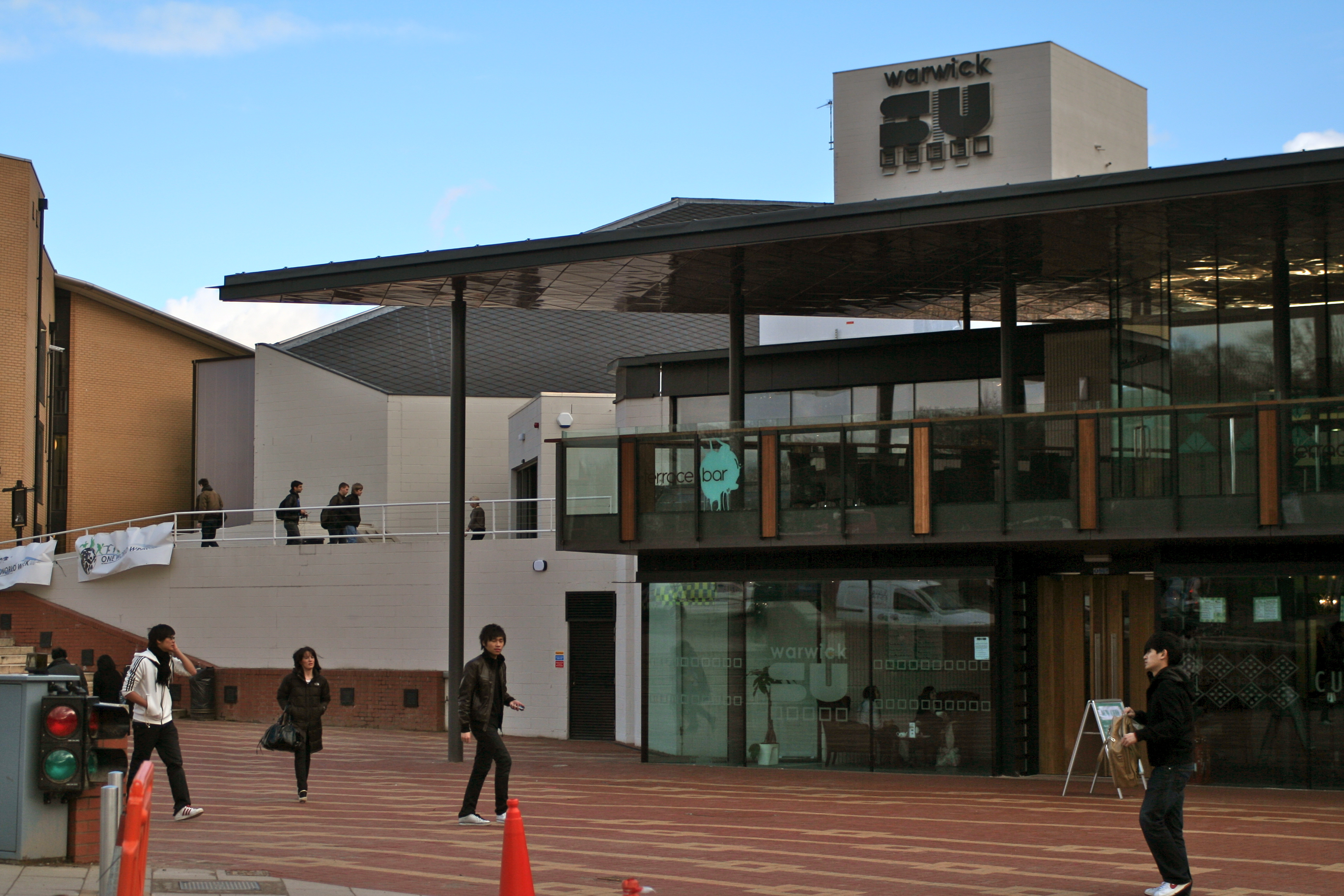
The students' union building – SU South

ウォーリック大学の学生自治会には250以上のサークル（英国では"society"と呼ぶ）がある。この学生自治会の活動拠点はサークル活動用の部室や自治会管理部門が入る"Union North"と主に音楽クラブやカフェなど娯楽施設が入る"Union South"の2つのビルである。
ウォーリック大学は様々な学生主体のイベントがあることで知られている。特に有名なのは1995年から毎年開催されている"One World Week"で、「フォーラム」・「スポーツ」・「アート」・「フェスティバル」の4要素を核に、一週間に亘って行われる。120カ国・20000人以上の参加者を誇るこの催しをBBCは「世界最大の学生主体イベント」だと報道している。
キャンパスで開催される学生主体のイベントはまだまだある。特に世界の諸問題を考えるものが多い。実業界からCEO経験者などをゲストスピーカーを呼んで、イギリス国内外から来た学生とウォーリック大学の学生が社会科学や世界全体の諸問題を議論する"Warwick Economics Summit"。開発途上国の問題を国際連合の担当者などと一緒に議論する"Warwick International Development Summit"。更に71のイギリスの大学に支部がある大学横断型キャンペーン団体"People & Planet"にもウォーリック大学の学生は参加している。このキャンペーン団体は「貧困の撲滅」・「人権の保護」・「自然環境の維持」を3大目標に掲げ、具体的にはフェア・トレードなどの推進などに尽力している。
芸術活動を披露するための学生主体のイベントもある。特に"Warwick Student Arts Festival"は日頃創作活動に勤しむ学生にとって年に一度の晴れ舞台である。もっとリラックスしたイベントとしては "Warwick Student Cinema"がある。毎週火曜日から金曜日の夜、そしていくつかの週末の夜に映画を70mmフィルムを備えた312席の映画館で安価（£2程度）で観ることができる。上映される映画は毎夜異なり、最新のハリウッド映画が主である。夏のWarwick Student Arts Festival期間中には屋外での映画上映も行われる。
上記のようなイベントの告知や大学内での情報発信にはウォーリック大学内のキャンパス・メディアが活躍する。"The Boar"は第二火曜日にキャンパス内配布される学生新聞である。また"Radio Warwick"は24時間・365日休み無く放送している学生手作りのラジオ局である。さらに "Warwick TV" というテレビ局まで学生が運営している。
メディアでは、BBCが1962年から放送している大学対抗のクイズ番組「ユニバーシティ・チャレンジ」で2007年、ウォーリック大学出場チームがマンチェスター大学チームを破り初優勝を遂げた。
日本人の活動としてはWarwick Japan Societyというサークルがあり、毎年およそ150人の部員に向けてイベントを開催している。当サークルの目的は日本文化をウォーリック大学に広めることであり、イベントは日本に興味を持つ学生や教授向けに作られており、巻き寿司ワークショップ、 折り紙ワークショップ、震災に関する説明会等のイベントを行っている。他にも、日本からの留学生のサポートや現地の日本人学生の就職活動のサポート等も行っている。

## 対外関係
ウォーリック大学はラッセルグループと1994グループの双方に加盟していたが、2008年に1999グループを脱退した。ヨーロッパの高等教育機関で構成するヨーロッパ大学協会やマネジメント教育を評価するAACSBの会員でもある。
ウォーリック大学は次のような日本の大学と大学間交流協定を結んでいる（平成23年度文部科学省調査、登場順）
北海道大学、千葉大学、東京大学、一橋大学、名古屋大学、大阪大学、広島大学、九州大学、東洋大学、日本女子大学、早稲田大学、国際大学、同志社女子大学、広島修道大学、関西大学

## 主な出身者・関連人物

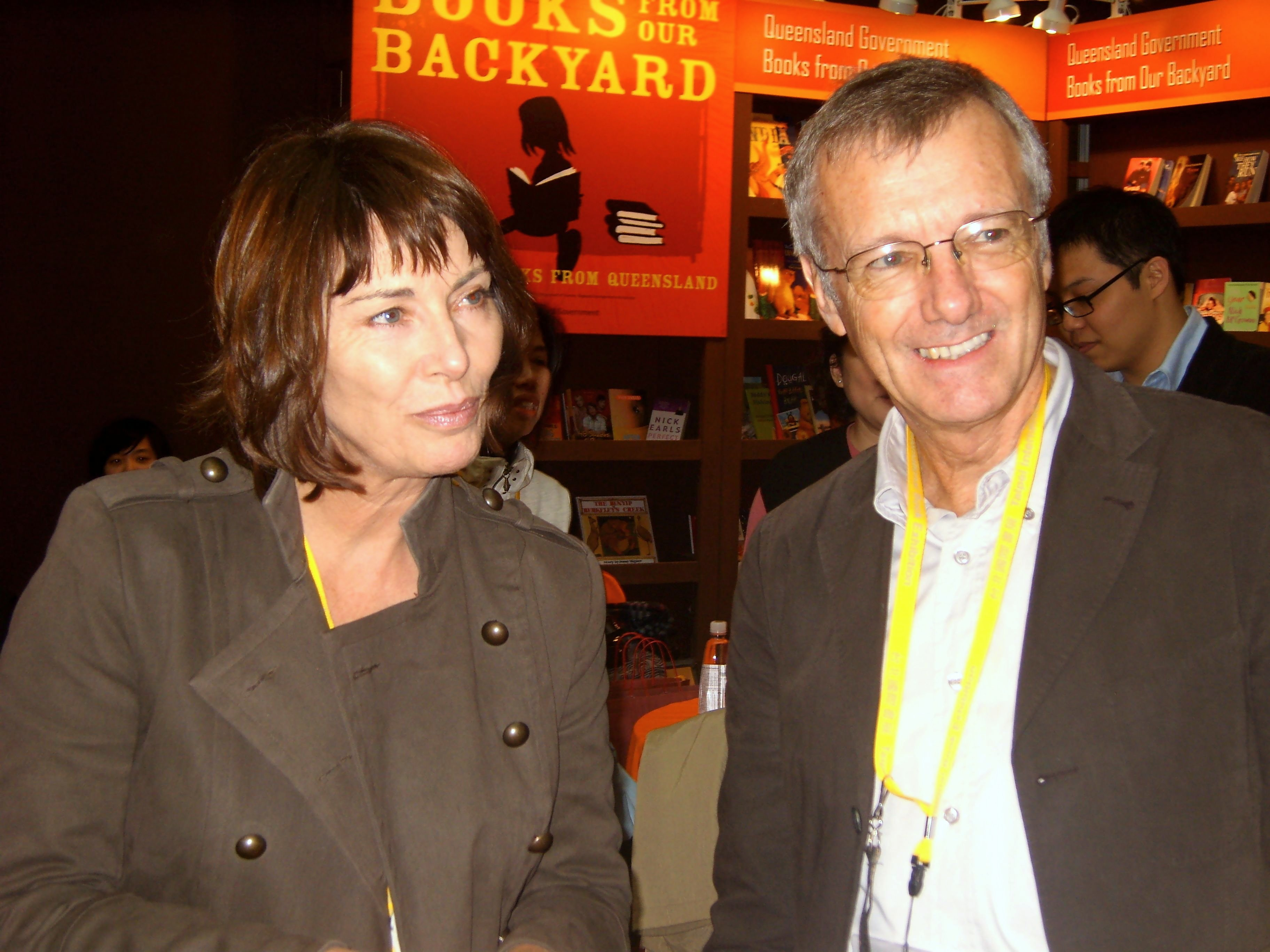
トニー・ウィーラー（右）

- オリバー・ハート：ハーバード大学経済学部アンドリュー・E・フューアー記念教授、2016年ノーベル経済学賞
- ニコラス・スターン：ロンドン・スクール・オブ・エコノミクス（LSE）教授、元世界銀行チーフエコノミスト
- スーザン・ストレンジ：政治学者、元国際政治学会会長
- バリー・ブザン：政治学者、LSE教授
- マーガレット・アーチャー：社会学者、元国際社会学会会長
- ウィン・グラント：英国政治学会会長
- スティーブン・マーチャント：英国のコメディアン
- イアン・スチュアート：数学者
- マルティン・ハイラー：数学者
- トニー・ウィーラー：実業家、ロンリープラネット創業者
- スティング：ミュージシャン（中退）
- アン・ファイン：イギリスの児童文学作家
- アンドレア・レッドサム：政治家
- ニック・ランド：元哲学者、著述家

日本など海外
- 籠宮信雄 - 内閣府政策統括官、経済社会総合研究所次長
- 上林憲雄 - 神戸大学大学院経営学研究科教授、日本経営学会理事長
- 川辺英一郎：内閣官房内閣審議官兼領土・主権対策企画調整室長
- 南隆太：白百合女子大学大学院英語英文専攻教授
- 山本雅昭：広島経済大学経済学部ビジネス情報学科教授
- アリスター・モンロー：政策研究大学院大学経済学部経済学研究科教授
- 若松邦弘：東京外国語大学大学院総合国際学研究院准教授
- 椿建也：中京大学経済学部経済学科教授
- 伊藤規子：慶応義塾大学商学部商学科准教授
- 上久保誠人：立命館大学政策科学部教授
- 唐鈺：ACCA, 2015年アジア投資銀行会議香港代表、特許公認会計士 (CA) & 特許公認会計士公労の ロイヤル公認会員、
- モハメド・フセイン・シャリーフ[76]：モルディブの政治家、駐日モルディブ大使
- 上田慧史：JPモルガン・チェース銀行株式調査部Vice President

さらに詳しい卒業生・教員・関係者のリストはList of University of Warwick peopleをご覧ください。